# Leandra secunda
Leandra secunda är en tvåhjärtbladig växtart som först beskrevs av David Don, och fick sitt nu gällande namn av Célestin Alfred Cogniaux. Leandra secunda ingår i släktet Leandra och familjen Melastomataceae. Inga underarter finns listade i Catalogue of Life.